# واچاگان ساقاتلیان
واچاگان وارطانی ساقاتلیان (ارمنی: Վաչագան Վարդանի Սաղաթելյան؛  زادهٔ ۲۰ مارس ۱۹۱۲ - درگذشته ۱۹۹۳) یک ریاضی‌دان و استاد اهل ارمنستان بود.

## زندگی‌نامه
در ۲۰ مارس ۱۹۱۲ در شاهومیانی به دنیا آمد و از دانشگاه دولتی ایروان (۱۹۳۲) فارغ‌التحصیل شد. وی در دانشگاه دولتی ایروان فعالیت می‌کرد.  وی همچنین برنده دانشمند شایسته ارمنستان شوروی (۱۹۷۰) و نشان ستاره سرخ شده است. وی در در ۱۹۹۳ سن ۸۱ سالگی در ایروان درگذشت و در آرامستان مرکزی ایروان (توخماخ) به خاک سپرده شد.

## یادداشت
1. ↑  ֆիզիկամաթեմատիկական գիտությունների թեկնածու